# Retrait du Danemark de l'Union européenne

Lage von Dänemark in der EU

Danexit (ou Dexit) est un, néologisme artificiel désignant la sortie hypothétique du Danemark de l' Union européenne (UE), comme l’imaginaient les Danois sur le modèle du Brexit. Le mot est un analogue du terme Brexit, qui signifie la sortie du Royaume-Uni de l'UE, et est donc un portemanteau de « Dan » (pour Danmark) et « exit » (en anglais pour leave).

## Arrière-plan
En juin 2016, le Royaume-Uni a voté en faveur de sa sortie de l’UE. Les eurosceptiques ailleurs dans l’UE ont été encouragés par cette décision, même si ses conséquences n’ont pas encore été révélées.
Nous attendons actuellement les résultats des négociations entre le Royaume-Uni et l’UE sur le type de relations que la Grande-Bretagne nouera avec l’UE. Je suis presque sûr que le résultat sera tel qu'il pourrait être intéressant que les électeurs danois votent également sur ce sujet.
En 2016, Kristian Thulesen Dahl, alors chef du Parti populaire danois (DPP), a déclaré qu'il souhaitait un référendum sur la sortie du Danemark de l'UE.
En 2020, Morten Messerschmidt, leader du DPP depuis 2022, a déclaré que son pays pourrait quitter l'Union européenne dans les prochaines années en raison de ce qu'il pensait être « le succès du Brexit ».

## Histoire
Le Danemark est membre de l'UE depuis 1973. Les Danois ont voté contre le traité de Maastricht en 1992, qui a dû être renégocié après le vote non de Copenhague. En 2000, il a été décidé de justesse de ne pas introduire l’euro comme nouvelle monnaie. Selon les enquêtes, une majorité de personnes interrogées souhaitent rester dans l'UE. La Commission européenne réalise des sondages d'opinion annuels qui montrent qu'entre la moitié et les trois quarts des personnes interrogées sont favorables au maintien dans l'UE. Ce n'est que dans une enquête menée en 2016 par l'institut d'opinion privé A4V, dirigé par le député du Dansk Folkeparti (DF) Erik Høgh-Sørensen, qu'un tiers des personnes interrogées étaient favorables à une décision ultérieure sur les relations de leur pays si la Grande-Bretagne devait quitter Que Bruxelles vote avec un référendum. 27 % ont également parlé des personnes interrogées sont favorables à une sortie immédiate de l'UE et 30 % des personnes interrogées étaient favorables au maintien dans l'UE, tandis que 43 % ne voulait pas s'engager ou n'avait pas d'opinion à ce sujet.
La sortie du Danemark de l'UE est soutenue par certains hommes politiques du parti populiste de droite Dansk Folkeparti. Comme les autres partis, le parti libéral Venstre est opposé à une sortie de l’UE. Des représentants des populistes de droite danois avaient déjà appelé à organiser leur propre référendum sur la sortie de l'UE à l'approche du vote britannique du 23 juin 2016. Le député danois Kenneth Kristensen Berth a déclaré dans une interview en 2016 : « Pour le moment, nous attendons les résultats des négociations britanniques avec l'UE ; sur les relations que la Grande-Bretagne nouera avec l'UE. Je suis presque sûr que le résultat sera tel qu'il pourrait être intéressant de laisser les électeurs danois voter également. » Morten Messerschmidt, également membre du Dansk Folkeparti, a prédit début 2020 que son pays quitterait l'Union européenne d'ici 10 ans. Il estime que le Brexit sera un grand succès.

## Opinions politiques
La page Facebook répertorie environ 11 000 Danois souhaitant quitter l'Union européenne. Ce groupe Facebook a été créé le 14 juillet 2019 et est composé de 5 administrateurs et modérateurs.

## Sondages d'opinion
| Réalisé dans  | Effectuée par     | Pour rester      | Pour une sortie          | Indécis                                                      |     |     |     |
| ------------- | ----------------- | ---------------- | ------------------------ | ------------------------------------------------------------ | --- | --- | --- |
| Réalisé dans  | Effectuée par     | Mars (mois) 2023 | YouGov/Eurotrack         | Indécis                                                      | 68% | 16% | 16% |
| Februari 2021 | YouGov/Eurotrack  | 62%              | 23%                      | 12%                                                          |     |     |     |
| Avril 2020    | Sentio            | 39%              | 39%                      | 22%                                                          |     |     |     |
| Novembre 2019 | Eurobaromètre     | 63%              | 26%                      | 11%                                                          |     |     |     |
| Avril 2019    | Sentio            | 41%              | 43% Coopération nordique | 2%                                                           |     |     |     |
| Novembre 2018 | Eurobaromètre     | 60%              | 31%                      | 9%                                                           |     |     |     |
| Novembre 2017 | Eurobaromètre     | 52%              | 37%                      | 11%                                                          |     |     |     |
| Novembre 2016 | Eurobaromètre     | 57%              | 39%                      | 4%                                                           |     |     |     |
| Mars 2016     | Analyseenheden 4V | 30%              | 27%                      | 34% Attendez de voir, et décidez plus tard 9% Je ne sais pas |     |     |     |
| Novembre 2015 | Eurobaromètre     | 65%              | 30%                      | 5%                                                           |     |     |     |
| Novembre 2014 | Eurobaromètre     | 73%              | 25%                      | 2%                                                           |     |     |     |
| Novembre 2013 | Eurobaromètre     | 75%              | 22%                      | 3%                                                           |     |     |     |